# هیت (عراق)
هیت (به عربی: هیت‌) شهری در استان انبار کشور عراق است که در سرشماری سال ۲۰۰۸ میلادی، ۱۵۰٬۹۱۸ نفر جمعیت داشته و همگی از اهل سنت هستند.